# Османско-персијски рат (1730–1735)
Османско-персијски рат (1730−1735) последњи је рат између Османског царства и Сафавидске Персије. 

## Рат
Османлије су у претходним годинама покушавали да у Персији устоличе династију Хотаки и свргну Сафавиде. Након што династија Хотаки није успела да дође на власт, постојала је опасност да османске територије у западној Персији које су им припадници породице Хотаки доделили, поново уђу у састав Сафавидске Персије. Сафавидски генерал Надир дао је Османлијама ултиматум да се повуку са ових територија, што су ови одбили. Надир покреће кампању и 1730. године враћа готово све територије које је Сафавидско царство изгубило крајем двадесетих година. Међутим, Абдали су опсели Мешхед и приморали Надира да одустане од рата са Турцима како би спасао свог брата Ибрахима који је био опседнут у граду. У рату са Абдалима, Надир је изгубио 40 дана. Долази до захлађења односа између Надира и шаха Тахмаспа, јер је шах био љубоморан на Надирове војне успехе. Тахмасп је у Надировом одсуству заратио са Турцима у покушају да поврати Јереван. Рат је завршен Тахмасповим поразом и губитком готово свих територија које је Надир освојио. Тахмасп је морао предати Грузију и Јерменију у замену за Табриз. Надир је увидео да је дошао тренутак да уклони Тахмаспа са власти. Користио се његовим поразом у рату са Турцима. Тако је Надир приморао Тахмаспа да се 1732. године одрекне престола у корист свога сина Абаза III коме је Надир постао регент. Надир је одлучио да поврати изгубљене територије тако што ће заузети Багдад и мењати га са Османлијама за Грузију и Јерменију. Међутим, османски генерал Топал Осман-паша успео је да изманеврише Надирову војску у близини града (1733). Надир је напао и поразио Осман-пашу који је страдао у бици. Затим је опсео Генџе и склопио савез са Русима против Османлија. Надир је однео победу над надмоћнијом османском војском код Јегеварда. Лета 1735. године Грузија и Јерменија поново су били у његовим рукама. Руси су се сложили да повуку своје трупе из Персије. Надир је однео победу у рату. Успех Надирове кампање против Османлија довео је до тога да он стекне престиж у Царству што је искористио да свргне династију Сафавида и успостави династију Афшарида. Убрзо је Надир срушио и династију Хотаки, након чега је напао Индију.